# Yakovlev Yak-9
El Yakovlev Yak-9 (en ruso: Як-9, designación OTAN: Frank) fue un caza monomotor de ala baja fabricado por la oficina de diseño soviética Yakovlev entre 1942 y 1948 a partir del Yakovlev Yak-1, y que entró en servicio en la Fuerza Aérea Soviética, con la que participó en la Segunda Guerra Mundial. Se fabricaron 16.769 unidades, lo que le convirtió en el caza soviético más numeroso de la guerra.

## Historia
Alexander Sergueievitch Yakovlev deseaba, por encima de todo, diseñar cazas. Su oportunidad se produjo en noviembre de 1938, cuando su oficina de proyectos recibió la autorización para iniciar los trabajos en un "caza para el frente", al que sus diseñadores dieron la designación de Ya-26 y el NKAP la de I-26 (la "I" era por istrebitel, o caza). Yakovlev había seguido de cerca los primeros desarrollos de los Messerschmitt Bf 109 y Supermarine Spitfire, pero en cambio declinó la oportunidad de utilizar una estructura íntegramente metálica con revestimiento resistente y se adhirió a un tipo de construcción más tradicional, con el ala de madera, el fuselaje de tubos de acero soldados con revestimiento mixto de aluminio y tela, y las superficies de control a base de dural recubierto también de tela. Yakovlev cultivaba la amistad de V.Ya. Klimov y obtuvo de este permiso para utilizar su motor M-106 I de 1.350 CV (derivado remotamente del Hispano-Suiza Y-12). Por entonces, los trenes de aterrizaje retráctiles eran ya bastante fiables, de modo que se diseñó una buena instalación de vía ancha cuyos aterrizadores principales se escamoteaban delante del larguero frontal. Se adoptó el accionamiento neumático, que también servía los flaps divididos de duraluminio. A fin de reducir la resistencia, el radiador combinado de glicol y aceite fue situado en un conducto bajo el borde de fuga del ala, en tanto que las tomas de aire de los carburadores se abrieron en las raíces alares. Su armamento comprendía un cañón automátco ShVAK de 20 mm disparando a través del buje de la hélice de paso variable VISh-61 y dos ametralladoras ShKAS de 7,62 mm y elevada cadencia de tiro en el capó del motor, que de momento era el M-105 de 1.050 CV.
Cuando el primer Ya-26 estaba casi completo, los obreros de la factorías lo bautizaron Krasavits (belleza). Fue acabado en el esquema característico de la oficina de proyectos, enteramente rojo y con el timón de dirección en franjas rojas y blancas. El piloto de pruebas Yu. I. Piontkovskii realizó un primer y satisfactorio vuelo, sin armamento ni radio, el 13 de enero de 1940, y las ruedas de los trenes de aterrizaje demostraron buen comportamiento sobre la nieve y el hielo.
Desgraciadamente, el avión sufrió un accidente fatal el 27 de abril, falleciendo el piloto de pruebas Yulian Piontkovski, se achacó el motivo a un defecto de construcción. Por entonces, el futuro de este modelo estaba asegurado y, con la designación Yakovlev Yak-1 dada por la Fuerza Aérea Soviética, fue puesto en producción en dos factorías. De este modelo derivarían los posteriores Yakovlev Yak-3, Yak-7 y el propio Yakovlev Yak-9, que son desarrollos diferenciados de este avión.

## Desarrollo
Se trataba de un desarrollo del caza experimental Yakovlev Yak-7 DI (por dalnii istrebitel, o caza de largo alcance). Este aparato tenía un alcance superior a los 1000 km y hacia 1942 habían dado paso a la producción en serie de un modelo refinado, el Yak-9. Este se caracterizaba por un radiador y los conductos del aceite mejorados, por la reforma del timón de dirección, el rediseño de sus alas de largueros metálicos con la adopción de flaps y alerones mejorados y con tela barnizada sobre su revestimiento de contachapado, compensadores en todas las superficies de control, la instalación de las armas modificadas, rueda de cola retráctil, nuevos escapes del motor (aparecidos por primera vez en los Yak-7B tardíos) y muchos cambios menores. Las entregas a los IAP (regimientos de caza) a la Fuerza Aérea Soviética comenzaron en octubre de 1942 y el modelo fue rápidamente puesto en combate, en el frente de Stalingrado.
Hacia febrero de 1943, los aviones de serie salían de las cadenas de montaje con alas de menor envergadura y que incorporaban costillas de duraluminio; además, la planta motriz inicial, el M-105PF o el M-105-PF-1, fue reemplazada por el M-105-PF-3 de 1.240 CV.
El Yak-9 operó con distintos tipos de armamento, incluidos todos los tipos de cañones aeronáuticos en fabricación por entonces en la Unión Soviética, y durante 1943 aparecieron varias versiones en las que se desarrollaba el potencial de combate del modelo, en aplicaciones contracarro, de bombardeo ligero y de escolta.
A partir de mediados de 1943, la OKB de Yakovlev comenzó a trabajar en las variantes Yak-9U (uluchshyennyi, o mejoradas) que adoptaba una célula rediseñada y básicamente más aerodinámica, una nueva ala de mayor envergadura y superficie, cambios en el sistema de combustible y otras muchas partes, incluidas grandes y ovales tomas de aire para el motor proyectándose desde los bordes de ataque de las raíces alares y el motor VK-107, más potente; a fin de compensar los inevitables problemas con el centro de gravedad, el ala fue ligeramente adelantada.

## Historia operacional

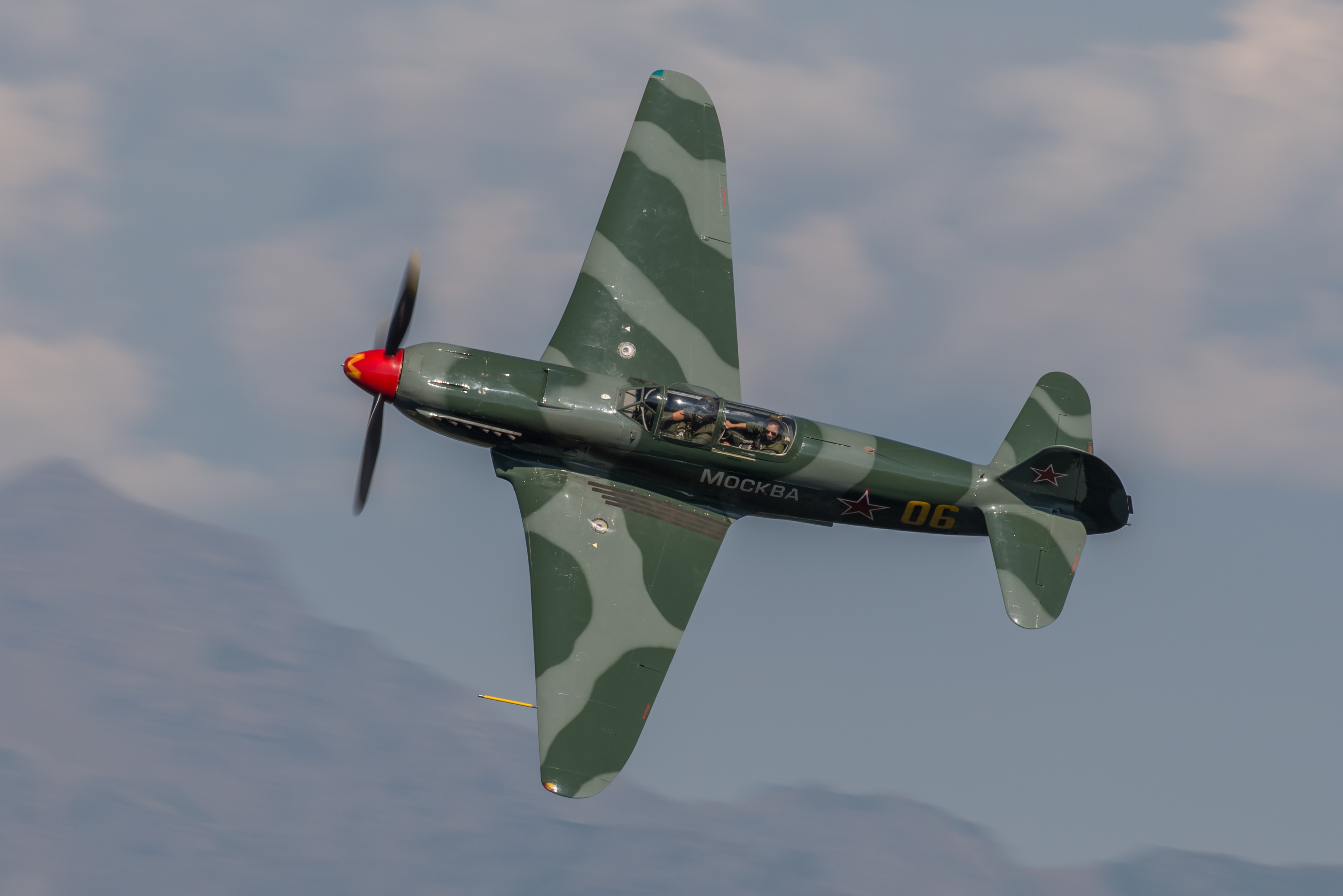
Un Yak-9 en estado operacional volando en Suiza.

El primer Yak-9 fue entregado y entró en servicio durante el mes de octubre de 1942. Los Yak-9 participaron en sus primeros combates a finales de 1942 durante la Batalla de Stalingrado.
En 1944, algunos Yak-9DD fueron utilizados para escoltar bombarderos B-17 Flying Fortress y B-24 Liberator contra objetivos en Rumanía usando la ruta Ucrania-Rumanía-Italia.
Durante 1949, la Unión Soviética proporcionó aviones Yak-9P (VK-107) a algunos de sus países satélites del bloque soviético para ayudarlos a reconstruir sus fuerzas aéreas en respuesta al puente aéreo a Berlín occidental durante el bloqueo de la ciudad. Una sección del manual de operaciones del aparato, fue accidentalmente omitida en su traducción del ruso a otras lenguas; antes de encender el motor del Yak-9, era necesario accionar 25 veces una bomba de aceite manual instalada en la cabina que proporcionaba al motor Klimov la lubricación inicial necesaria, al contrario de lo que sucedía con los aviones alemanes de la Segunda Guerra Mundial, y con los aviones occidentales, que estaban equipados de circuitos de lubricación forzada cerrados. Al saltarse este inusual, pero vital paso, provocaba frecuentemente durante la maniobra de despegue el gripado del motor, lo que causó varios accidentes.

## Variantes

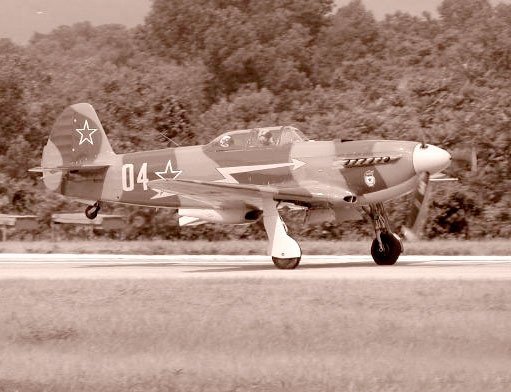
Yak-9 actual tomando parte en un espectáculo aéreo sobre la Segunda Guerra Mundial, Reading, PA. 2002.

La OKB Yakovlev creó 22 modificaciones del Yak-9, de las cuales, 15 fueron construidas en serie. Las versiones más notables, fueron:
Yak-9
Prototipo desarrollado a partir del Yak-7D y primeras series de producción, aparecidas a mediados de 1942; motor Klimov M-105PF de 1.180 CV (880 kW), un cañón automático ShVAK de 20 mm con 120 proyectiles, una ametralladora Berezin UBS de 12,7 mm con cinta de 200 cartuchos y seis cohetes RS-82 o bien dos bombas FAB-100 de 100 kg.
Yak-9M
Versión normalizada, con el cañón de 20 mm y dos ametralladoras UBS de 12,7 mm.
Yak-9D
Versión de escolta de largo alcance, con combustible adicional que incrementaba el alcance hasta los 1.330 km y el motor M-105PF-3; en operación a partir del verano de 1943.
Yak-9T
Evaluada en diciembre de 1942 con el cañón antitanque Nudelman-Suranov NS P-37 de 37 mm con 30 proyectiles en lugar del ShVAK de 20 mm, y con soportes subalares para bombas de carga hueca PTAB de 2,5 kg en contenedores especiales; la cabina, fue desplazada 40 centímetros hacia atrás para compensar el aumento de peso del cañón. Inicialmente, tenía unas pobres cualidades de control, debido a los refrigerantes del cañón, a su retroceso, y contaba además con una escasa cantidad de munición. El Yak-9T fue utilizado ampliamente contra los mercantes enemigos en el mar Negro y contra tanques, pero también fue usado contra otros aviones; solía bastar con un solo disparo para destruir un caza; otros Yak-9T llevaron los cañones MP-20, VYa-23 y MP-23VV; entró en servicio a principios de 1943.
Yak-9TK
Yak-9T con la capacidad de instalar cualquiera de los cañones disponibles; ShVAK de 20 mm, VYa de 23 mm, NS-37 de 37 mm, el NS-45 de 45 mm en el bloque del motor. No entró en producción ya que la diferencia entre los cañones de 20 y 23 mm es insignificante, y el de 45 mm no era fiable.
Yak-9K
Operó de forma restringida a partir de 1943; armado con un cañón pesado OKB-16-45 de 45 mm con 29 proyectiles y un freno de boca para disminuir en gran retroceso. Disparar el cañón a velocidades inferiores a 350 km/h podía causar una dramática perdida de control del aparato, así como el que este, se viera sacudido hacia atrás y delante en el interior de la cabina, aunque era bastante preciso a velocidades mayores en ráfagas de dos o tres disparos. El retroceso, también causaba numerosas pérdidas de lubricante y líquido refrigerante. La instalación del cañón pesado, degradaba lo suficiente sus capacidades, como para requerir cazas de escolta. El Yak-9K tuvo un uso limitado dada la poca fiabilidad del cañón.
Yak-9TD
Versión con un cañón NS-37 y capacidad para 4 bombas FAB-50 de 50 kg bajo las alas.
Yak-9B
Versión especial de bombardero ligero del Yak-9D (designación de fábrica Yak-9L), construida en cortas series; bodega interna detrás de la cabina, con capacidad para 4 bombas FAB-100 de 100 kg o contenedores con 128 bombas ligeras PTAB de 2,5 kg.
Yak-9DD
Yak-9D y Yak-9T modificados como cazas de escolta de muy largo alcance, con hasta 845 litros de combustible, que le daban un alcance máximo 2200 km, aunque su equipo de radio y navegación, y su capacidad nocturna o con mal tiempo, era pobre. El Yak-9DD se usaba principalmente para escoltar a los bombarderos Petlyakov Pe-2 y Túpolev Tu-2 aunque probó no ser adecuado para esta misión, debido a la escasa ventaja de velocidad sobre los bombarderos. También utilizado para escoltar a los bombarderos estadounidenses en sus incursiones lanzadera contra las instalaciones petrolíferas de Ploiești; equipó asimismo a las 236.ª (división de caza), basada en Bari, al sur de Italia, y operó durante algún tiempo en apoyo de los partisanos yugoslavos.
Yak-9M
Yak-9D con la cabina retrasada 40 centímetros al igual que en el Yak-9T, se le realizaron numerosas modificaciones y arreglos basados en las experiencias anteriores.
Yak-9MPVO
Unos pocos aparatos Yak-9M con una capacidad de combustible levemente reducida, motor Klimov VK-105PF2 con 1.240 CV (925 kW), utilizados como cazas nocturnos, equipados con un reflector y un radiocompás RPK-10 Volo para la PVO Strany.
Yak-9S
Yak-9M con motor Klimov VK-105PF, nueva hélice, y un armamento consistente en 1 cañón Nudelman-Suranov NS-23 de 23 mm. con 60 proyectiles, y 2 cañones Berezin B-20 de 20 mm con 120 proyectiles para cada uno. No entró en producción, ya que demostró ser inferior en las pruebas al Yak-3 y al Yak-9U.
Yak-9R
Versión de reconocimiento táctico monoplaza, con equipo especializado.
Yak-9P
Además del cañón montado en el motor llevaba otros dos, de 20 mm., emplazados en el fuselaje y sincronizados.
Yak-9PD
versión experimental de interceptor de gran altitud equipado con motor Klimov M-105PD equipado con un sobrecompresor de dos etapas engranado; diseñado especialmente para interceptor a los Junkers Ju 86R de reconocimiento a gran altitud de la Luftwaffe que realizaban vuelos sobre Moscú en 1942-1943. Sus iniciales pobres características de vuelo debido a la poca fiabilidad del motor se corrigieron con la adopción del motor Klimov M-106PV, que durante sus pruebas, alcanzó los 13.500 m. Su armamento, se redujo a un único cañón ShVAK de 20 mm para reducir el peso.
Yak-9U (VK-105)
Yak-9T con el motor Klimov VK-105PF2 y numerosas mejoras aerodinámicas y estructurales introducidas en el Yak-3. La principal diferencia visual del Yak-9T estaba en los radiadores de aceite en las raíces de las alas al igual que en el Yak-3 y en la cubierta del fuselaje de madera contrachapada en vez de tela y únicamente se diferenciaba visualmente del Yak-3 en la cubierta de su tren de aterrizaje. Su armamento, consistía en un cañón 1 VYa de 23 mm. con una carga de munición de 60 proyectiles, y 2 ametralladoras Berezin UBS de 12,7 mm. con cinta de 170 cartuchos para cada una. El cañón VYa podía ser reemplazado por ShVAK, B-20, o NS-37, posteriormente, fue necesario retirar una la ametralladora UBS de estribor. No llegó a entrar en producción ya que el cañón VYa no fue considerado satisfactorio, y porque un cañón y una ametralladora ya lo ofrecía una versión anterior con una mayor autonomía.
Yak-9U (VK-107)
La variante definitiva del Yak-9, Yak-9U (VK-105) equipada con el nuevo motor Klimov VK-107A de 1650 Cv (1.230) kW, y un cañón ShVAK 20 mm. con 120 proyectiles reemplazando al cañón VYa. Las primeras pruebas de vuelo, que tuvieron lugar en 1943, indicaban que el único avión comparable soviético, era el prototipo del Polikarpov I-185 el cual, resultaba más difícil de volar y menos ágil, debido a su mayor peso. La velocidad máxima del prototipo, fue de 700 km/h a 5.600 m, lo que lo convertían en el caza más rápido del mundo en ese momento. Los problemas de sobrecalentamiento iniciales, fueron solucionados agrandando los radiadores. En los aviones de producción, se incluyeron una serie de mejoras aerodinámicas, que lo convirtieron en el mejor caza soviético en altitud.
Yak-9UV
Versión biplaza en tándem de entrenamiento de conversión del Yak-9U (VK-107), el armamento, se reducía a un solo cañón Berezin B-20 con 100 proyectiles. No llegó a entrar en producción ante la introducción de los aviones de reacción.
Yak-9UT
Versión del Yak-9U (VK-107) con revestimiento resistente de aleación ligera en la totalidad de la célula; armado con 1 cañón Nudelman N-37 de 37 mm. con 30 proyectiles y 2 cañones Berezin B-20 de 20 mm con 120 proyectiles cada uno. Al igual que el Yak-9TK podía reemplazar el N-37 con una pieza Berezin B-20 de 20 mm., Nudelman-Suranov NS-23 de 23 mm., o Nudelman N-45 de 45 mm. Los aviones de serie, portaban el cañón NS-23 en lugar del N-37 como armamento por defecto.
Yak-9V
Versión biplaza del Yak-9M y del Yak-9T, con motor Klimov VK-105 PF2 y con el armamento reducido a un 1 cañón ShVAK de 20 mm con 90 proyectiles.
Recreaciones actuales
A comienzos de los años 90, Yakovlev comenzó una producción limitada del Yak-9 y del Yak-3 usando el equipamiento original de la Segunda Guerra Mundial, equipados con motores Allison V-1710.

## Operadores
Albania12 unidades recibidas en 1951.
 Bulgaria
 China
 FranciaEl escuadrón de caza Normandie-Niemen de las Fuerzas Aéreas de la Francia Libre.
 HungríaRecibidos en 1949.
 Mongolia
 Corea del Norte
 Polonia1947-1953.
 Unión Soviética
 Yugoslavia
- Fuerza Aérea Yugoslava

## Especificaciones (Yak-9D)

### Características generales
- Tripulación: Uno (piloto)
- Longitud: 8,55 m
- Envergadura: 9,74 m
- Altura: 3,00 m
- Superficie alar: 17,20 m²
- Peso vacío: 2350 kg
- Peso cargado: 3117 kg
- Planta motriz: 1× Klimov M-105PF, V-12 refrigerado por líquido.
  - Potencia: 880 kW (1180 CV)

### Rendimiento
- Velocidad máxima operativa (Vno): 591 km/h
- Alcance: 1360 km
- Techo de vuelo: 9100 m
- Régimen de ascenso: 13,7 m/s
- Potencia/peso: 0,28 kW/kg

### Armamento
- Ametralladoras: 

  - 1x Berezin UBS de 12,7 mm con cinta de 200 cartuchos

- Cañones: 

  - 1x ShVAK de 20 mm con cinta de 120 cartuchos

## Especificaciones (Yak-9U (VK-107))

### Características generales
- Tripulación: 1
- Longitud: 8,55 m
- Envergadura: 9,77 m
- Altura: 3,00 m
- Superficie alar: 17,2 m²
- Peso vacío: 2.512 kg
- Peso cargado: 3.204 kg
- Planta motriz: 1× Klimov VK-107A PF, V-12 refrigerado por líquido.
  - Potencia: 1650 CV 1.120 kW
- Hélices: 1× 1 por motor.

### Rendimiento
- Velocidad máxima operativa (Vno): 672 km/h
- Alcance: 675 km
- Techo de vuelo: 11.900 m
- Régimen de ascenso: 16,7 m/s
- Potencia/peso: 0,35 kW/kg

### Armamento
- Armas de proyectiles: 1 cañón ShVAK de 20 mm con 120 cartuchos 
2 ametralladora Berezin UBS de 12,7 mm con 170 cartuchos cada una

### Desarrollos relacionados
- Yakovlev Yak-1
- Yakovlev Yak-3
- Yakovlev Yak-7
- Ikarus S-49

### Aeronaves similares
- Focke-Wulf Fw 190
- Messerschmitt Bf 109
- Bell P-39 Airacobra
- North American P-51 Mustang
- Supermarine Spitfire

### Secuencias de designación
- Aviones de caza de Yakovlev: Yak-1 • Yak-3 • Yak-7 • Yak-9 • Yak-15 • Yak-17 • Yak-23 • Yak-25 • Yak-28 • Yak-38

### Listas relacionadas
- Anexo:Cazas de la Segunda Guerra Mundial